# Vilém Sacher
Vilém Sacher (17. února 1907 Prostějov – 14. srpna 1987 Praha) byl generálporučík, spisovatel a signatář Charty 77. Účastník druhého odboje ve Francii a ve Velké Británii. Autor memoárů Krvavé velikonoce a Pod rozstříleným praporem, kde zachycuje boje na Slovensku v roce 1945.

## Životopis
V roce 1977 podepsal Chartu 77. Trefně popsal následující události v životě Viléma Sachra Ludvík Vaculík: „... ocitl se v palbě erárních sračkometů“. A skutečně, msta režimu přišla okamžitě. Sacher byl degradován na vojína, zbaven všech československých vyznamenání a bylo mu zakázáno nosit vyznamenání zahraniční. Poté pracoval v Tatrovce Česká Lípa, v JZD Skalice, v mnoha pohostinstvích po Čechách.
Za svoji válečnou činnost byl vyznamenán Hvězdou II. stupně Československého vojenského řádu Bílého lva za vítězství, pětkrát Československým válečným křížem 1939, Řádem SNP I. třídy, dvakrát Československou medailí Za chrabrost, dále mu byly uděleny sovětský Orděn velikoj otěčestvěnnoj vojny I. stěpeni, rumunský Ordinul Coroana Romaniei en spade in gradul de Comandor, polský Krzyž Grunwaldu III. kl. a další československá a spojenecká vyznamenání.
Rehabilitován 15. ledna 1990, žádost o rehabilitaci podal čs. presidentovi Václavu Havlovi plk. RSDr. Václav Pejřil, přítel V. Sachera, který po historické stránce redigoval jeho vzpomínkové knihy.
V listopadu 2013 se konala ve Skalici u České Lípy vzpomínková slavnost ke Dni veteránů, zaměřena na připomenutí životních osudů generála.
Zemřel roku 1987 a byl pohřben na Městském hřbitově v Prostějově.

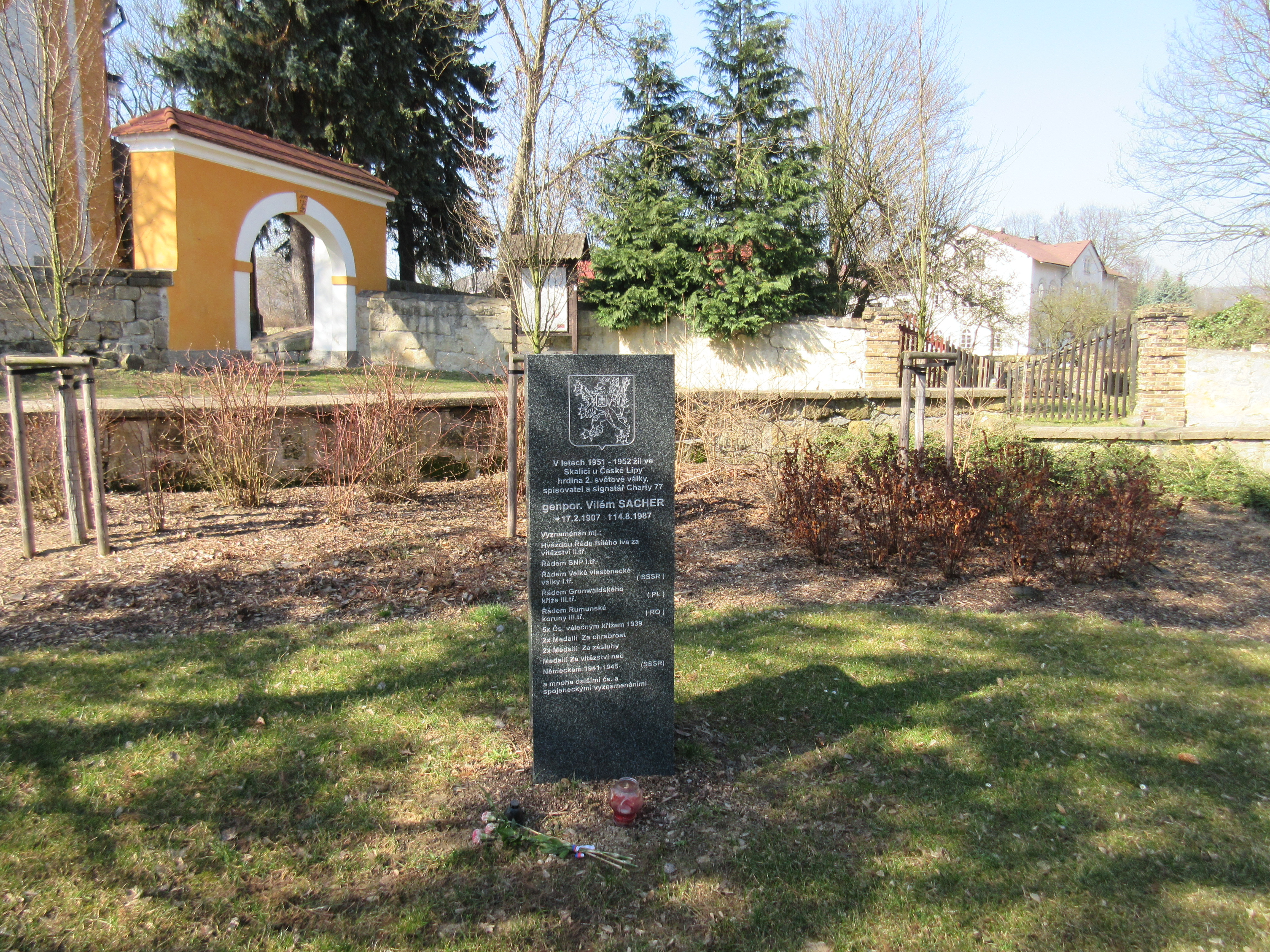
Nový památník generála Sachera ve Skalici

## Dílo
- Dukla bez legend, osobní necenzurované vzpomínky na boje pod Duklou, Naše vojsko 1969
- Pod rozstříleným praporem, Naše vojsko 1969
- Na počátku stála smrt, Naše vojsko 1970
- Krvavé velikonoce, '68 Publishers 1980
- Válka skončila na Hané

## Vyznamenání
- Řád grunwaldského kříže, III. třída
- Československý válečný kříž 1939
- Československý válečný kříž 1939, udělen podruhé
- Československý válečný kříž 1939, udělen potřetí
- Československý válečný kříž 1939, udělen počtvrté
- Československý válečný kříž 1939, udělen popáté
- Československá medaile Za chrabrost před nepřítelem
- Československá medaile Za chrabrost před nepřítelem, udělen podruhé
- Československá vojenská medaile za zásluhy, II. stupeň
- Československá vojenská medaile za zásluhy, I. stupeň
- Pamětní medaile československé armády v zahraničí , se štítky Francie, Velká Británie a SSSR
- Odznak Československého partyzána[3]
- Řád Slovenského národního povstání, I. třída
- Řád Bílého lva za vítězství, hvězda II. stupně
- Pamětní medaile k 20. výročí osvobození ČSSR
- Řád rudé hvězdy
- 1939–1945 Star[4]
- Medaile Za osvobození Prahy
- Medaile Za vítězství nad Německem ve Velké Vlastenecké válce 1941-1945[5]
- Řád vlastenecké války, I. stupeň